# Canon EF 28mm-objectief
De Canon EF 28mm is een familie van in totaal drie groothoekobjectieven gemaakt door de Japanse fabrikant Canon. Momenteel zijn nog twee modellen in de productie, de EF 28mm f/1.8 USM en de EF 28mm f/2.8 IS USM. De EF 28mm is voorzien van de EF-lensvatting en aldus geschikt voor de EOS-cameralijn van de fabrikant.

## Specificaties
| Naam                        | f/1.8 USM                | f/2.8                            | f/2.8 IS USM                     |     |
| --------------------------- | ------------------------ | -------------------------------- | -------------------------------- | --- |
| Afbeelding                  |                          | Plaats uw zelfgemaakte foto hier | Plaats uw zelfgemaakte foto hier |     |
| Belangrijkste eigenschappen |                          |                                  |                                  |     |
| Beeldstabilisatie           | Nee                      | Nee                              | Ja                               | Ja  |
| Weerbestendig               | Ja                       | Ja                               | Nee                              | Nee |
| Ultrasonic Motor (USM)      | Ja                       | Nee                              | Ja                               |     |
| L-objectief                 | Nee                      | Nee                              | Nee                              |     |
| Diffractieve optica         | Nee                      | Nee                              | Nee                              |     |
| Macro                       | Nee                      | Nee                              | Nee                              |     |
| Technische eigenschappen    |                          |                                  |                                  |     |
| Diafragma (max-min)         | f/1.8-f/22               | f/2.8-f/22                       | f/2.8-f/22                       |     |
| Opbouw                      | 9 groepen / 10 elementen | 5 groepen / 5 elementen          | 7 groepen / 9 elementen          |     |
| Diafragmalamellen           | 7                        | 5                                | 7                                |     |
| Minimale scherpstelafstand  | 0,25 m                   | 0,30 m                           | 0,23 m                           |     |
| Maximale vergroting         | 0,18x                    | 0,13x                            | 0,20x                            |     |
| Horizontale beeldhoek       | 65°                      | 65°                              | 65°                              | 65° |
| Diagonale beeldhoek         | 75°                      | 75°                              | 75°                              | 75° |
| Verticale beeldhoek         | 46°                      | 46°                              | 46°                              | 46° |
| Fysieke eigenschappen       |                          |                                  |                                  |     |
| Gewicht                     | 310 g                    | 186 g                            | 260 g                            |     |
| Maximale diameter           | 74 mm                    | 67 mm                            | 68,4 mm                          |     |
| Lengte                      | 56 mm                    | 43 mm                            | 51,5 mm                          |     |
| Filterdiameter              | 58 mm                    | 52 mm                            | 58 mm                            |     |
| Accessoires                 |                          |                                  |                                  |     |
| Kap                         | EW-63II                  | EW-60II                          | EW-65B                           |     |
| Verkoopinformatie           |                          |                                  |                                  |     |
| Introductie                 | september 1995           | april 1987                       | juni 2012                        |     |
| Momenteel in productie?     | Ja                       | Nee                              | Ja                               |     |